# Dōkyūsei (jeu vidéo)
Pour la série de jeux vidéo, voir Dōkyūsei (série de jeux vidéo).
Dōkyūsei (同級生, litt. « Camarades de classe »), ou, pour sa version internationale anglaise Dōkyūsei: Bangin' Summer, également surnommé « Nanpa 1 », est un jeu vidéo de drague pour adultes développé par la société ELF. C'est le premier jeu de la série Dōkyūsei. Il est sorti à l'origine en 1992 pour DOS/V (en) et pour les micro-ordinateurs de série PC-9800.

## Système de jeu

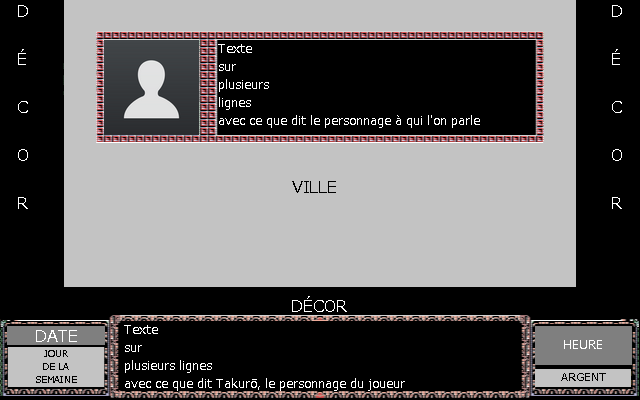
Schéma de la phase de jeu où le joueur déplace le personnage dans la ville ; dialogue sur la carte du jeu avec un personnage non-joueur.

Le gameplay de Dōkyūsei consiste à se promener dans différents endroits d'une ville et à discuter avec le personnage que le joueur rencontre. Le jeu commence le 10 août et se termine le 31 août. Pour finir avec une fille, le principal défi est de savoir où va la fille et à quelle heure. Le joueur doit également gérer son argent, le jeu possède un système de monnaie en yens ; le joueur commence avec 50 000 ¥. Le temps s'écoule à chaque action engagée par le joueur. En termes de routes — les branches scénaristiques —, le jeu comporte une route heureuse pour chaque héroïne et une mauvaise route où le joueur finit le jeu tout seul, sans fille. Dans les versions d'origine, un décor entoure la carte de jeu pour économiser une partie des ressources mise à disposition par les anciennes machines faisant tourner le jeu à l'époque, moins puissantes que celles de nos jours.

## Synopsis
Le héros — bien que l'on puisse le renommer dans certaines versions du jeu (ver. DOS/V et WIN), son nom prédéfini est Takurō (écrit « 卓朗 » dans certaines versions, écrit « たくろう » dans les autres) —, qui a passé la première moitié de ses vacances d'été à travailler à temps partiel pour récolter de l'argent, fait le tour de la ville et de l'école pour draguer des filles entre le 10 et le 31 août, mais au fur et à mesure que l'histoire progresse, le héros est confronté aux problèmes et aux complexes de chaque héroïne.

## Nouvelle version de 1999
Une nouvelle version du jeu développée par ELF est sortie le 27 août 1999 et réédité en 2008 sous forme de téléchargement — payant — sur internet. Cette nouvelle version contient des images de meilleure résolution et des musiques décrites comme de haute qualité. Cependant, le scénario a été radicalement réécrit par rapport à la version originale pour PC-98. Cela inclut la suppression de certaines scènes explicites, la modification de la personnalité et des traits physiques des personnages ainsi qu'un changement de certaines fins. De nombreuses répliques potentiellement sensibles ont été supprimées ou lénifiées, Elf justifia cela comme le respect de l'éthique actuelle.

## Nouvelle version de 2021

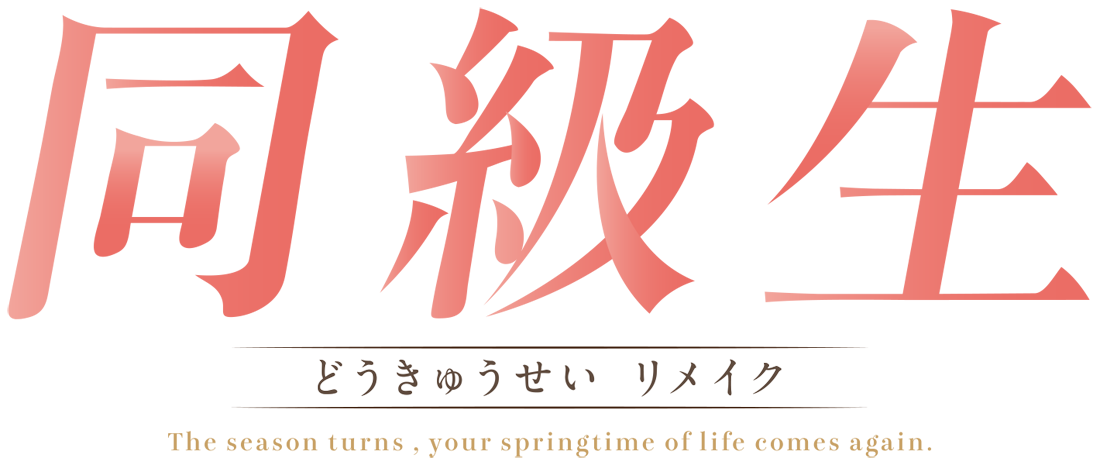
Logo de la nouvelle version de 2021.

Une nouvelle version du jeu développée par FANZA GAMES — une filiale de DiGination, elle-même filiale de DMM GAMES, elle-même filiale de DMM, ayant-droit des jeux Elf après la faillite de ces derniers — est sortie le 26 février 2021, la version démo était sortie le 22 décembre 2020,,. Le jeu est développé avec le moteur de jeu Silky Engine. Suivant le mouvement initié par la nouvelle version de 1999, le scénario a été radicalement réécrit par rapport à la version originale pour PC-98. Par exemple, les blagues sexuelles et les références à l'alcool ont été fortement réduites, également, certaines fins ont été modifiées pour être plus gaies, légères par rapport au scénario original.

### Système de jeu
Le jeu comporte de nouvelles fonctionnalités comme le mode automatique qui permet de faire défiler le texte automatiquement, mais également la fonctionnalité de saut permettant au joueur de sauter à tout moment à un choix.

### Version internationale

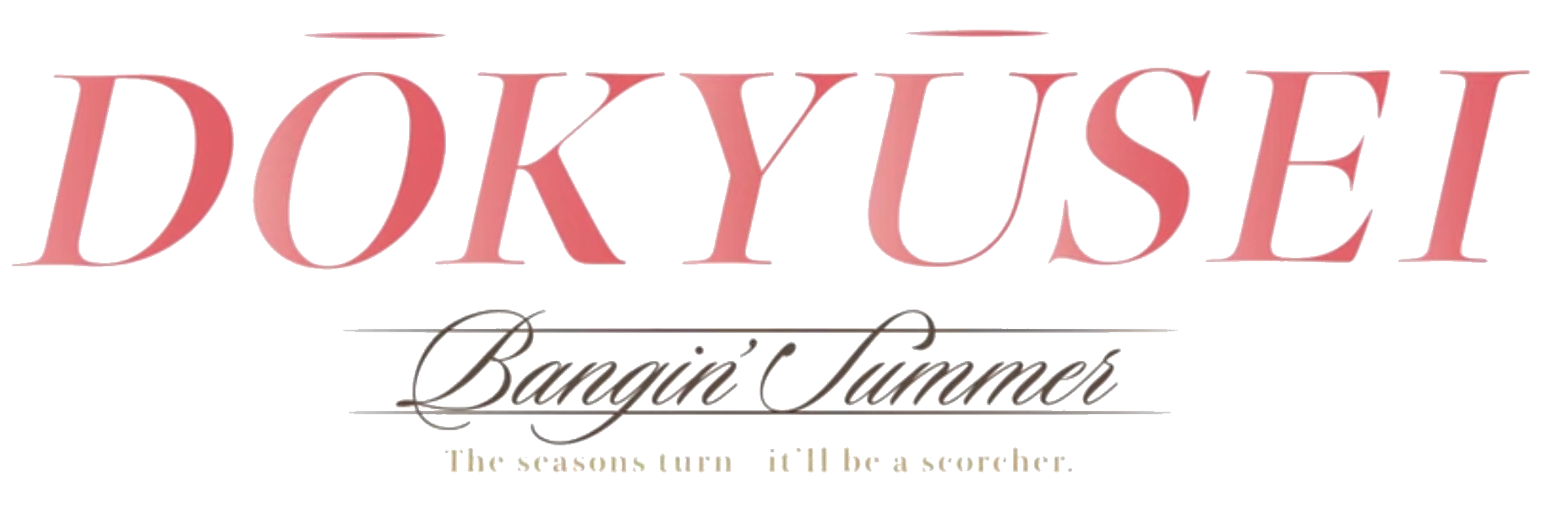
Logo de la traduction anglaise de la nouvelle version de 2021.

Une version internationale (en anglais et en chinois mandarin avec sinogrammes traditionnels ou simplifiés) est annoncée le 26 février 2021 par la société Shiravune, une filiale de DMM Games ayant pour but de traduire des visual novels en anglais et en chinois mandarin,. La date de sortie approximative de la traduction était 2021,. Shiravune repousse d'abord celle-ci pour 2022 en invoquant la raison que des aspects techniques sont à parfaire, la traduction, elle, est terminée. La version non censurée est une exclusivité pour Johren, un site appartenant à DMM. Le 18 février 2022, Shiravune annonce la date de sortie : le 11 mars,. Le titre anglais du jeu est dévoilé : Dōkyūsei: Bangin' Summer (litt. « Camarades de classe : superb' été »). Est aussi précisé la date de début des précommandes sur Johren, le 24 février, ainsi qu'une version tout public sera rendu disponible sur Steam, également le 11 mars. Car les traductions — dont leurs versions pour adulte — reposent sur le texte japonais censuré, les textes anglais et chinois le sont donc tout autant. Le jeu coûtera 19,99 $ US.

### Édition Deluxe
L'édition dite « Deluxe » contient la version DOS/V (en) de Dōkyūsei compatible avec les dernières versions de Windows et un ticket de loterie pour gagner une image originale — pas une reproduction — du Dōkyūsei original, dessinée par Takei Masaki, pour un total de 30 pièces uniques à gagner,.

## Influence
Dōkyūsei est considéré par beaucoup comme le jeu ayant posé les bases du jeu drague japonais.

## OAV

### Dōkyūsei: End of Summer
Une série OAV a été réalisée à partir de Dōkyūsei, qui était à l'origine un one-shot de 45 minutes, mais la sortie originale a été étendue en deux épisodes d'une demi-heure, avec deux autres épisodes ajoutés, pour un total de quatre. Les deux premiers épisodes sont sortis sous le titre « End of Summer » (同級生 夏の終わりに (Doukyuusei: Natsu no Owari ni) en japonais), et les épisodes trois et quatre sont sortis sous le titre « End of Summer 2 » sur le marché nord-américain par SoftCel Pictures, une marque d'ADV Films.
End of Summer parle d'un garçon qui cherche une fille rousse nommée Mai et qui, en cours de route, rencontre des difficultés — mais prend aussi part à des rendez-vous galants — avec plusieurs autres filles, à savoir Kurumi, Miho, Misa et Satomi. Cet anime est réputé pour ses attraits romantiques et la qualité de son animation,. La profondeur du développement des personnages a été considérée comme supérieure à la moyenne, bien que le format imposé par l'OAV nécessite quelques compromis en matière de réalisme. La série est accompagnée de musique classique.
| № | Titre    | Date de diffusion |
| - | -------- | ----------------- |
| 1 | Volume 1 | 8 juillet 1994    |
| 2 | Volume 2 | 9 septembre 1994  |
| 3 | Volume 3 | 17 mars 1995      |
| 4 | Volume 4 | 12 mai 1995       |

### Dōkyūsei: Climax
Dōkyūsei Climax (同級生 クライマックス (Dōkyūsei kuraimakkusu) en japonais) est une suite d'End of Summer comportant deux épisodes.
| № | Titre    | Date de diffusion |
| - | -------- | ----------------- |
| 1 | Volume 1 | 22 décembre 1995  |
| 2 | Volume 2 | 15 mars 1996      |